# Barugo
Barugo es un municipio filipino de cuarta clase, perteneciente a la provincia de Leyte, en las Bisayas Orientales.

## Historia
Hacia mediados del siglo XIX, el lugar, que por entonces aglutinaba los de Alangalang, Jaro, San Miguel, Babatngon y Malibago, tenía contabilizada una población total de 12 240 habitantes, repartidos en 1602 casas. Aparece descrito en el primer volumen del Diccionario geográfico, estadístico, histórico de las Islas Filipinas (1850) de Manuel Buzeta Núñez y Felipe Bravo con las siguientes palabras:

BARUGO: pueblo que con los de Alangalang, Jaro, San Miguel, Babatnon y Malibago, forma jurisd. civil y eclesiástica, con cura y gobernadorcillo, en la isla y prov. de Leyte, dióc. de Cebú; sit. en la costa N. de la isla, terreno llano, á la orilla der. del r. de su nombre, cerca de su desagüe en el mar, 128° 24' long., y los 11° 20' lat., resguardado de los vientos N. E., clima templado y saludable. Tiene con sus barrios y anejos como unas 1,602 casas, en general de sencilla construccion, distinguiéndose entre ellas la casa parroquial y la llamada tribunal; hay cárcel, y escuela de primeras letras dotada de los fondos de comunidad, á la cual concurren muchos alúmnos, é igl. parr. servida por un cura regular. A corta dist. de la misma se halla el cementerio en buena situacion y ventilado. El term. confina por E. con el mar, en el estrecho de San Juanico; por S. con el de Taclovan y sus barrios; por O. con el de Carigara, cuyo pueblo dista como 1 ¼ leg. O. S. O., y por N. con el mar. Tiene buenos montes, en los cuales se crian escelentes maderas de construccion, y caza mayor y menor. El espresado r. corre de S. á N., formando una hermosa y fértil cuenca. La cera, la brea y el azufre, que recogen los naturales en sus montes, les proporciona grande utilidad, y en los terrenos reducidos á cultivo, son sumamente propios para la prod. de arroz, trigo, algodon, añil, abacá, cacao, café, pimienta. El arroz que cosechan los naturales es muy bueno y abundante, y tambien cultivan muchos cocos. La ind. consiste en el beneficio de los prod. naturales y agrícolas, particularmente en la fabricacion de aceite de coco, varios tejidos de abacá y algodon, que hacen la ocupacion de las mugeres, la caza y la pesca. comercio: la esportacion de arroz, cera, brea, azufre, etc., y la compra de azúcar, pues no saben beneficiar la caña dulce, y de varios artículos de lujo. pobl. 12,240 alm., 3,045 trib., que importan, 30,450 rs. plata, equivalentes á 76,125 rs. vn.
(Buzeta y Bravo, 1850, pp. 351-352)

En 2020, tenía censados 34 497 habitantes.